# Heikki Kauppinen

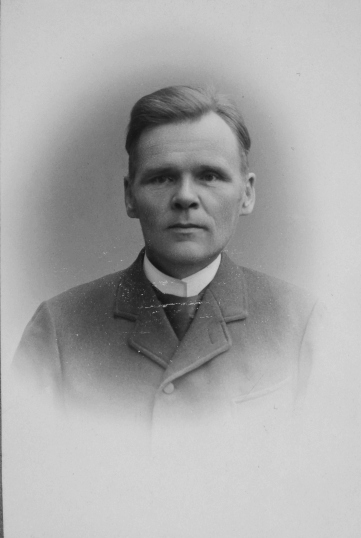
Heikki Kauppinen i början av 1900-talet.

Heikki Kauppinen, pseudonymen Kauppis-Heikki, född 7 juni 1862 i Idensalmi socken, Savolax, död 3 september 1920 i Lapinlax, var en finländsk författare. 
Kauppinen kom i unga år som dräng till Juhani Ahos far, och dennes söner tog sig an den begåvade ynglingen. Ännu dräng, publicerade han sin första berättelse. År 1884 blev han ambulerande skollärare och 1893 lärare vid en uppfostringsanstalt för värnlösa gossar i Kuopio. 
Under pseudonymen Kauppis-Heikki publicerade han åtskilliga folklivsskildringar, som kännetecknas av säker karaktärsteckning, särskilt av de kvinnliga personerna. Hans första bok Tarinoita (Berättelser, 1886) följdes av tre andra samlingar skisser. Han utgav även en rad noveller, bland annat Mäkijärveläiset (Bergsjöborna, 1887), Viija (1889), Kirottua työtä (Förbannat arbete,1891), Laara (1893), Aliina (1896) och Uran aukaisijat (Banbrytarna, 1904). Av hans senare arbeten kan nämnas den postuma novellen Paimen ja lampaat (Herden och fåren), försedd av Juhani Aho med en skildring av Kauppinens sista år. Hans samlade arbeten, Kootut teokset, började utges 1920.